# Усть-Кут (аэропорт)
Усть-Ку́т — региональный аэропорт в 10 км к северу от города Усть-Кута Иркутской области, является третьим (после Иркутска и Братска) аэропортом регионального значения в области. Обеспечивает грузовые и пассажирские перевозки в Иркутск, Красноярск и на нефтегазовые месторождения на севере Иркутской области.

## Технические характеристики
Являясь аэропортом регионального значения, имеет достаточно высокие технические характеристики для данного уровня:
- железобетонная ВПП с высокой несущей способностью;
- оборудован инструментальной системой захода на посадку и светосигнальным оборудованием, позволяющим круглосуточно принимать ВС в сложный метеоусловиях;
- аэровокзал обладает пропускной способностью 50 пассажиров в час;
- перрон оборудован централизованной системой заправки и системой запуска воздушных судов

## История[3]
Строительство аэропорта началось в 1963 году в 12 км севернее Усть-Кута на вершине сопки, где была оборудована грунтовая ВПП. С осени того же года стали осуществляться первые рейсы самолётов Ан-2, Ил-14, вертолётов Ми-2, Ми-4. Немного позже стали выполняться полёты на самолётах Ан-24, Ан-26, Ил-14, Ан-2, Як-12.
В 1966 году аэропорт принял первый грузовой самолёт Ан-12 — в зимний период на грунтовой полосе уплотнялся снег, проводилась разметка габаритов ВПП, что позволяло принимать грузовые транспортные самолёты такого типа.
В 1970-х гг. значение аэропорта возросло в связи со строительством Байкало-Амурской магистрали и открытием новых алмазодобывающих районов в Якутии. Были введены пассажирские рейсы на самолётах Як-40. Построены здание авиационно-технической базы склад ГСМ, грузовой пакгауз, здания диспетчерских пунктов УДВ. В 1979 году завершилось строительство искусственной ВПП, аэропорт был оборудован инструментальной системой посадки и светосигнальным оборудованием для круглосуточного приема воздушных судов в сложным метеоусловиях.
В 1980-е гг. аэропорт достигает пика своего развития и по объёмам отправок груза занимает лидирующее положение в Восточно-Сибирском управлении гражданской авиации. В 1983 году через аэропорт Усть-Кут отправлено 228,3 тыс. пассажиров, 26,7 тыс. тонн грузов, 536 тонн почтового груза. Построены бетонный перрон, здание аварийно-спасательной станции, док для технического обслуживания вертолётов, тёплые боксы для автотехники, оборудованы централизованная система заправки и запуска воздушных судов, места стоянок для вертолётов.
В 1990-х гг. объёмы работ резко упали. Ежегодное падение объёмов составляло 30—40 %. С 1991 по 2001 годы годовые отправки грузов сократились в 10 раз (с 18,3 тыс. тонн до 1,8 тыс. тонн), а отправки пассажиров — в 15 раз (с 111 тыс. чел. до 7,2 тыс. чел. в год).
В 2007 году контрольный пакет акций ОАО «Аэропорт Усть-Кут» приобрела авиакомпания «ЮТэйр», планирующая использовать его как основное место базирования своих вертолетов, выполняющих полеты на нефтяные месторождения в Восточной Сибири.

## Принимаемые типыВС
- самолёты: Л-410, Ан-2, Ан-12, Ан-24, Ан-26, Ан-30, Ан-32, Ан-72, Ан-74, ATR-42, ATR-72, CRJ-200, Як-40, Ан-140, Ан-148, Як-42, Ил-76
- вертолёты: всех типов

Воздушные суда в аэропорту Усть-Кут
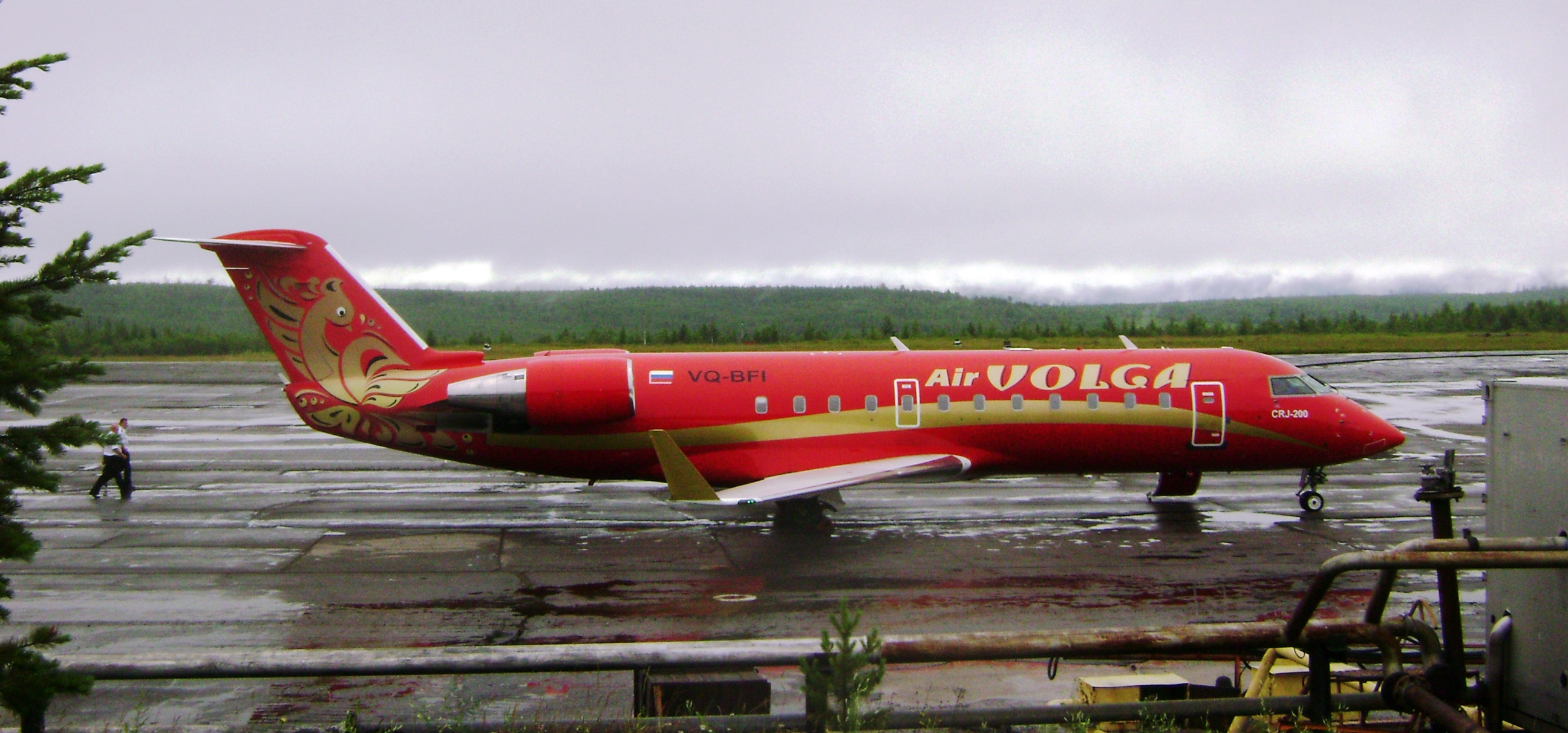
Самолёт Canadair Regional Jet CRJ-200 на перроне
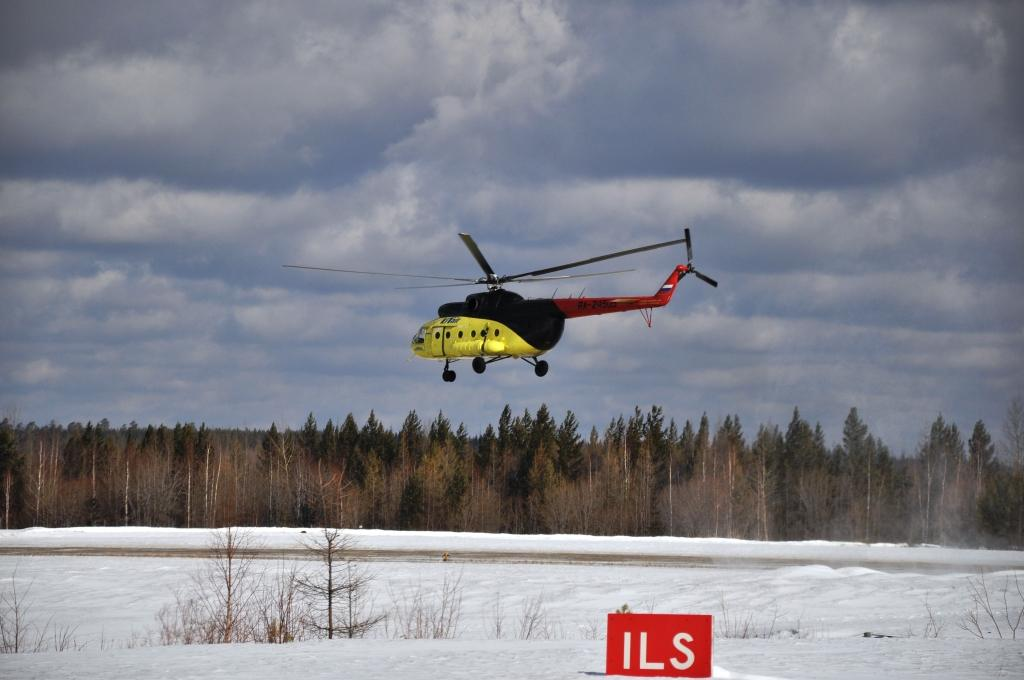
Посадка вертолёта Ми-8 на ВПП
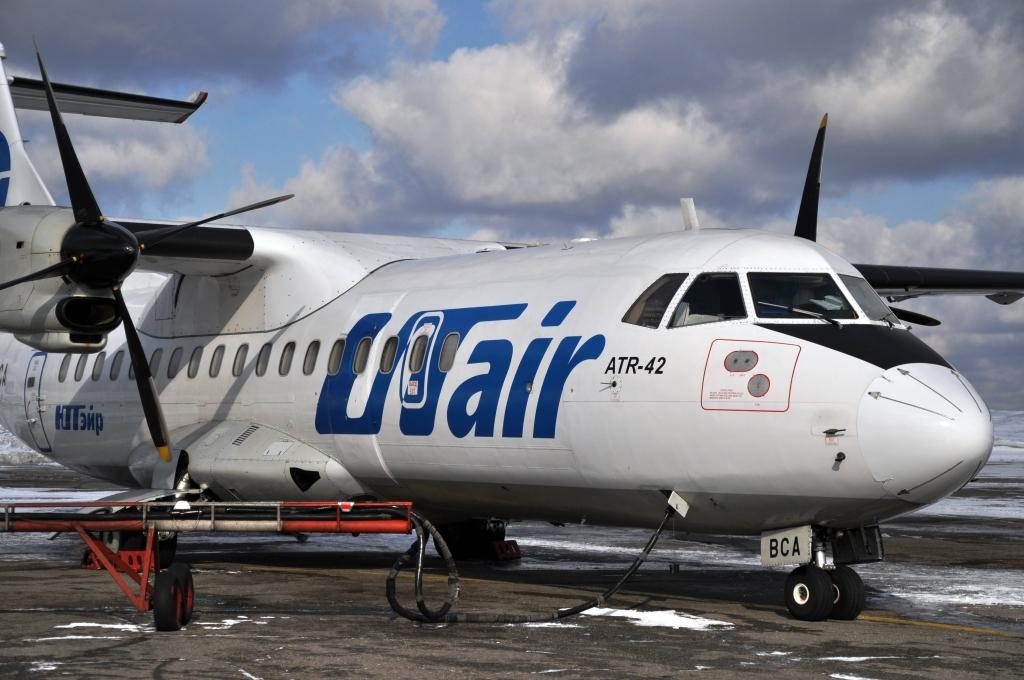
ATR-42
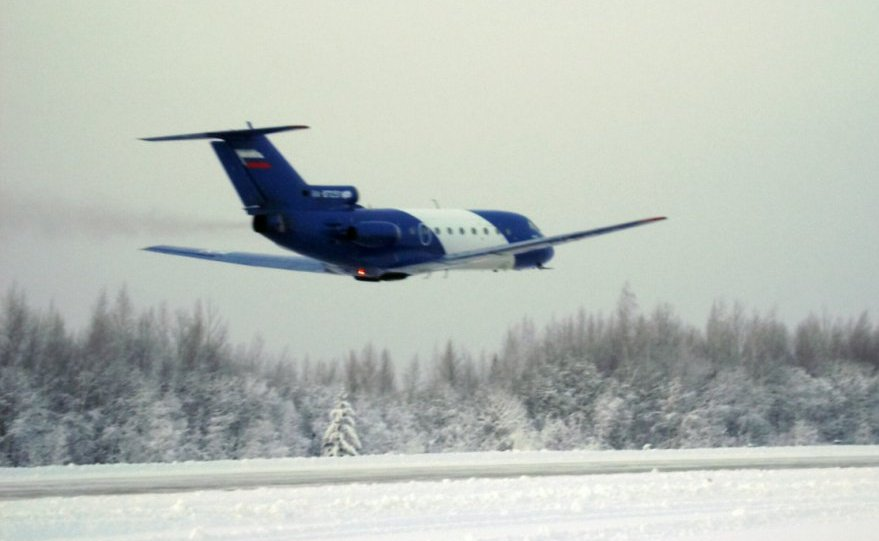
Як-40 над полосой
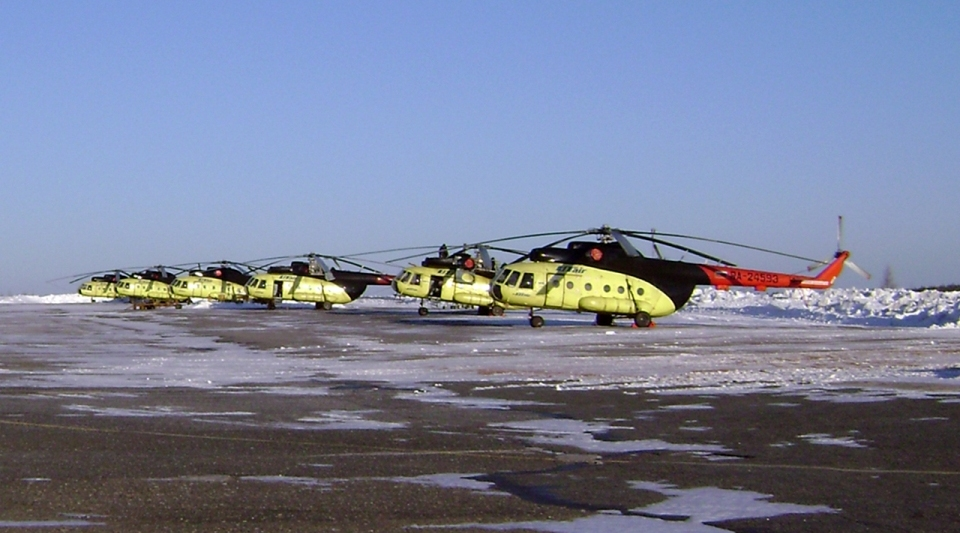
Стоянка вертолётов Ми-8 на перроне
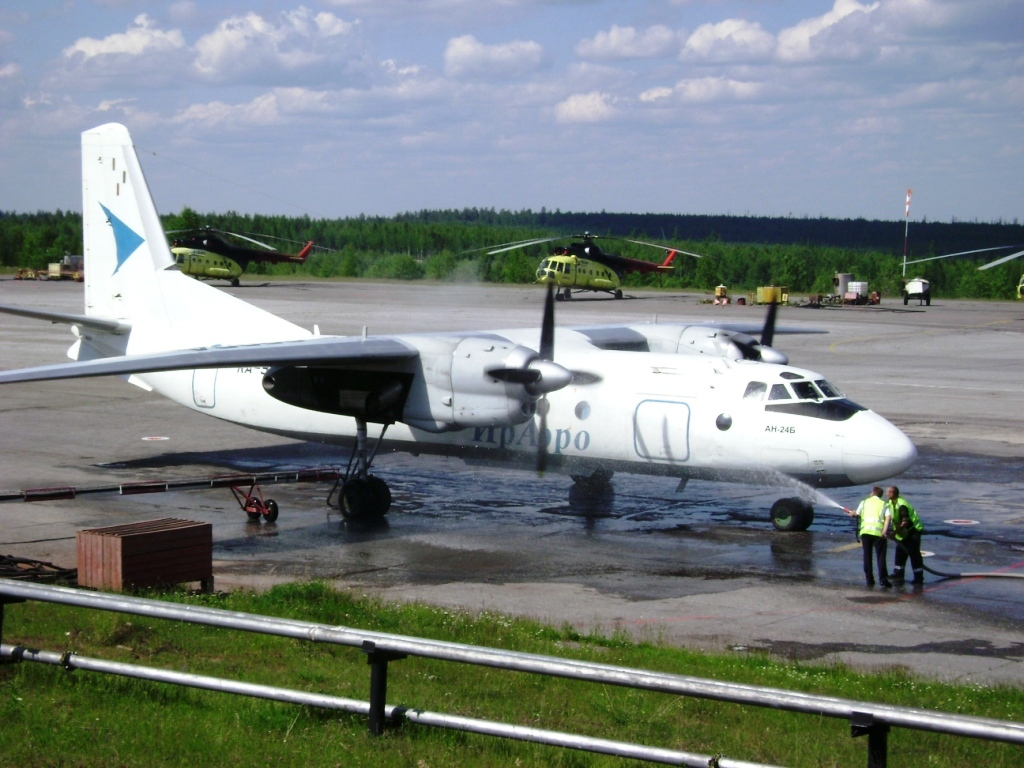
запуск двигателей в условиях высоких температур (Ан-24)
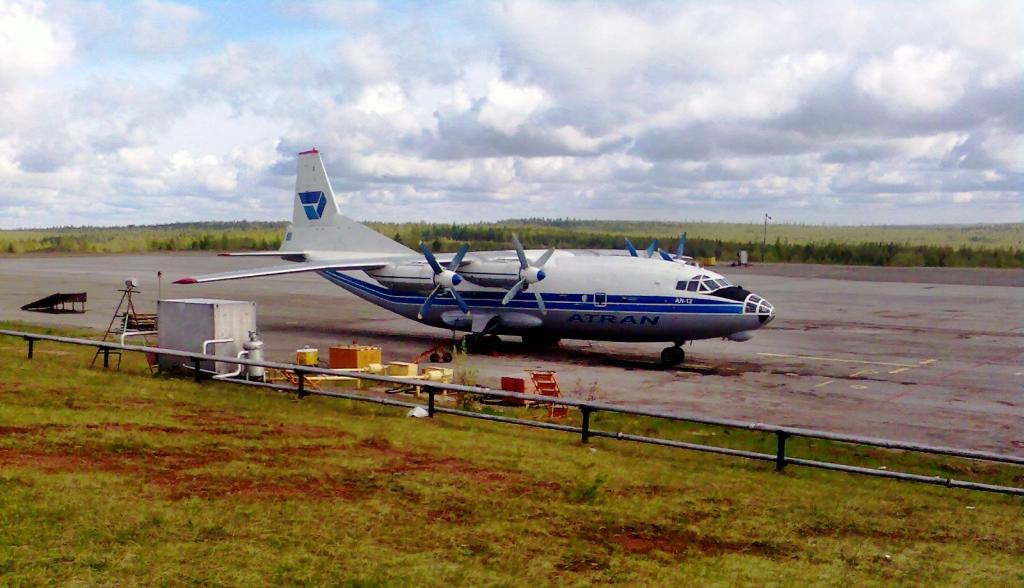
Ан-12 на перроне
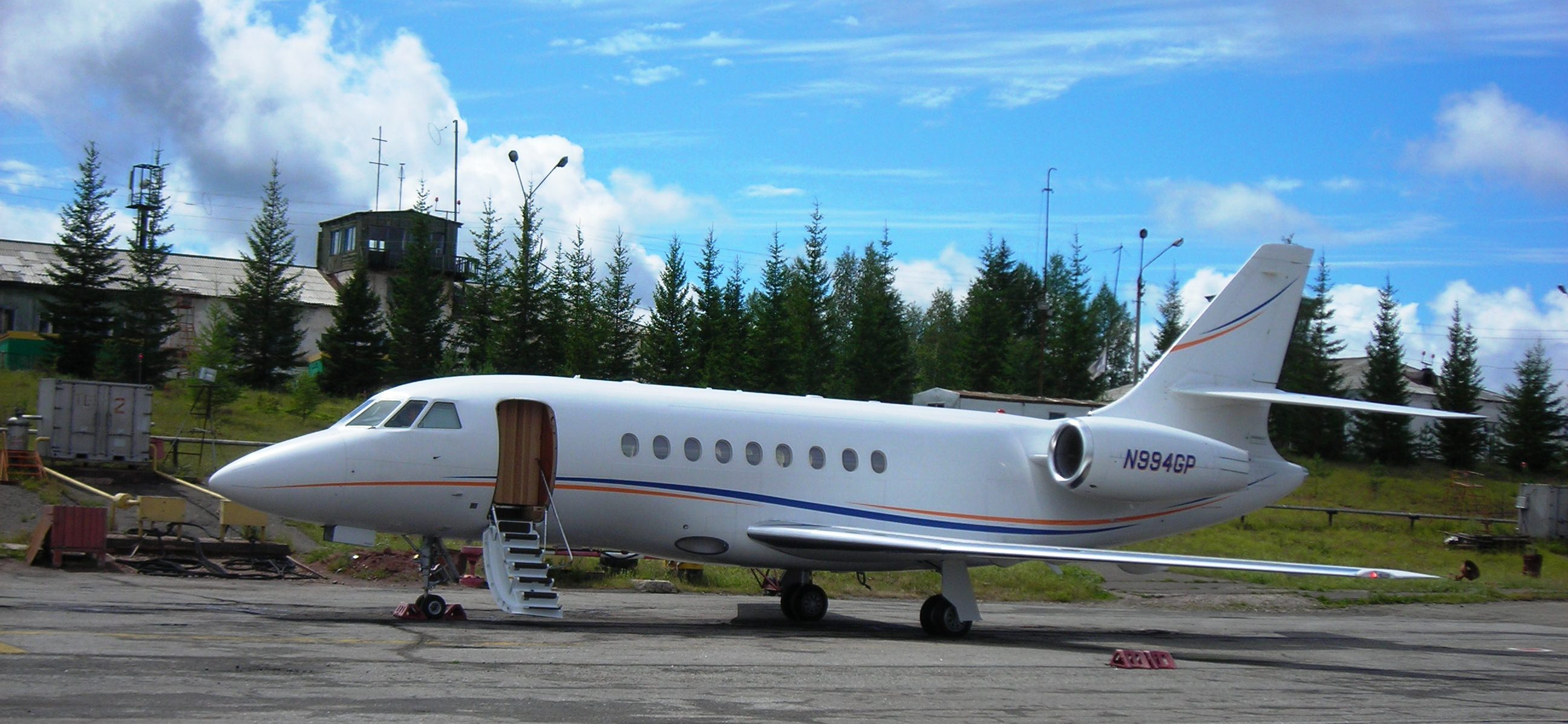
Dassault Falcon 2000 (частный самолёт бизнесмена)
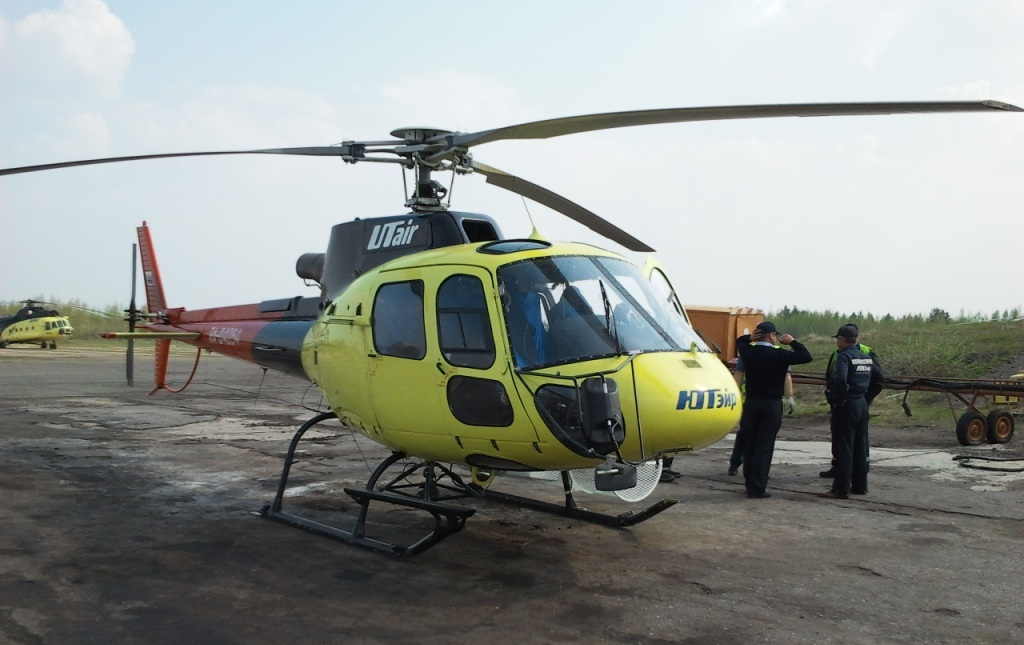
Aerospatiale 350B3 Ecureuil (RA-04054) - Ютэйр
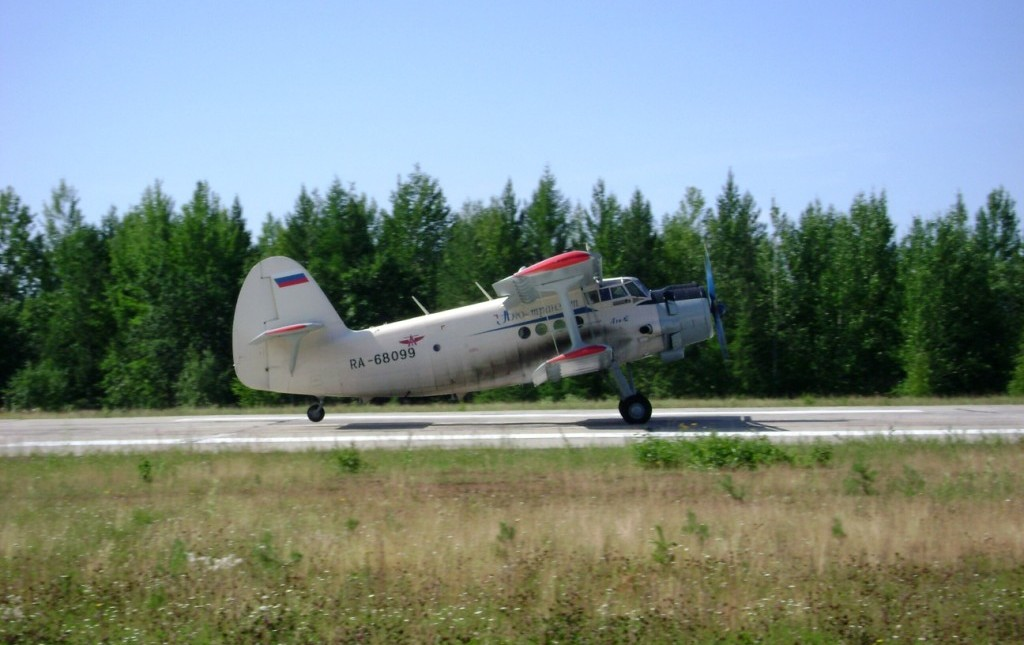
Ан-2
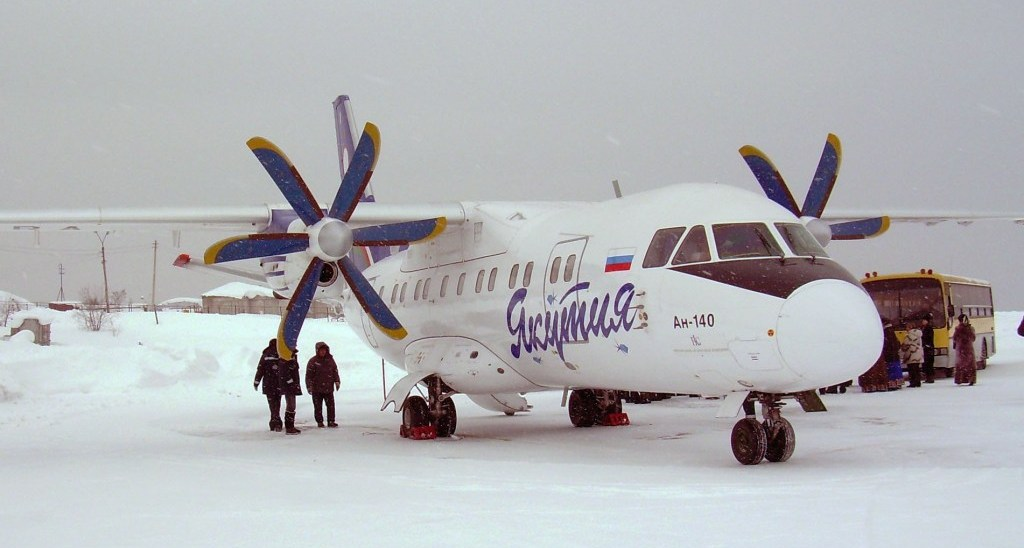
Ан-140 на перроне
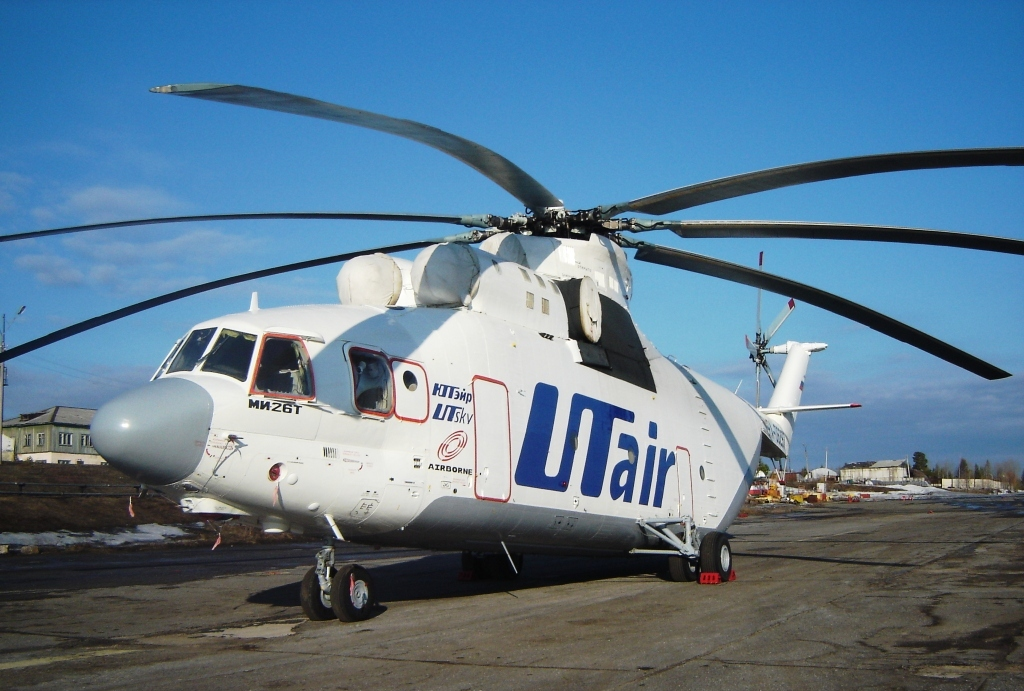
Миль Ми-26Т на перроне
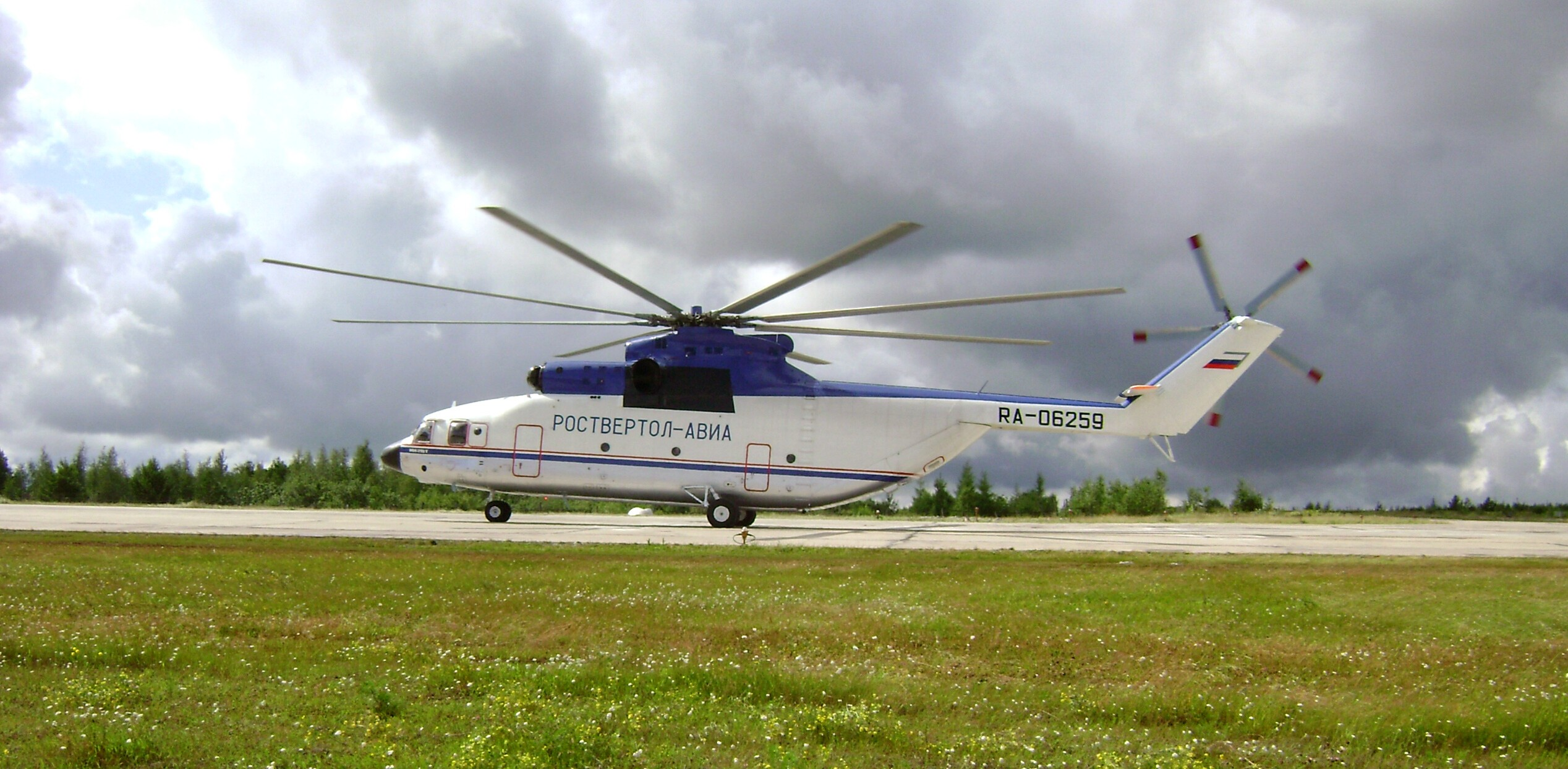
а/к Вертол-Авиа

## Транспортное сообщение сУсть-Кутом

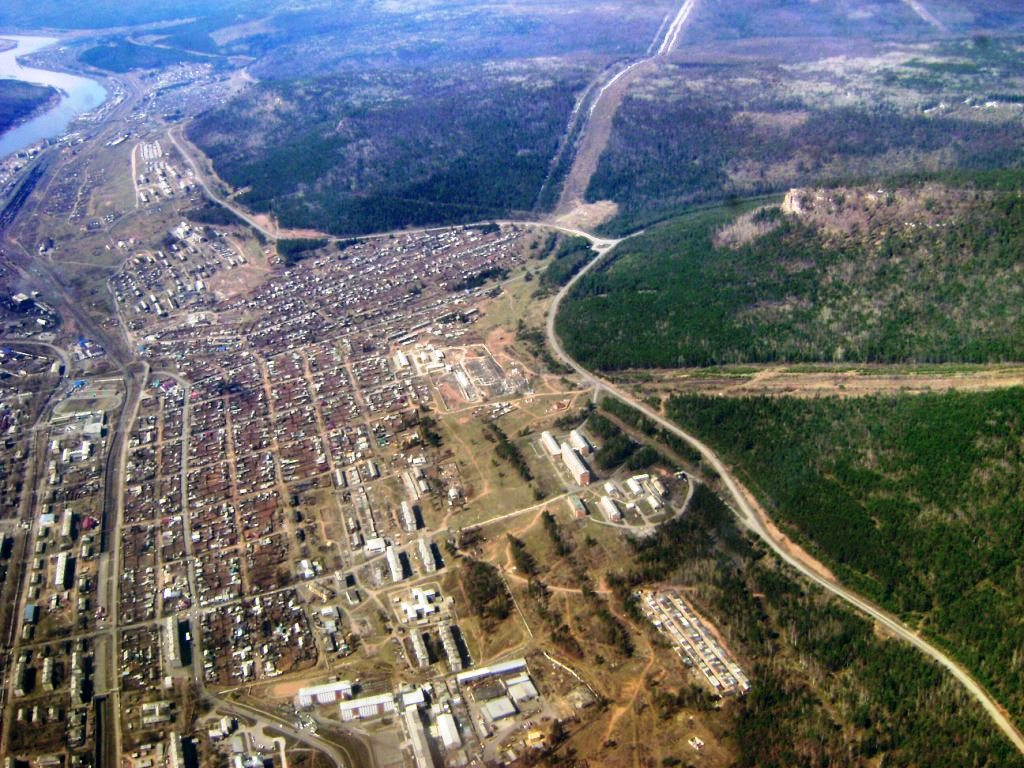
вид на город из окна самолёта

Аэропорт соединён с городом местной автомобильной дорогой протяженностью 10 км, идущей от кольцевого перекрёстка объездной дороги и улицы Некрасова.
Городским общественным транспортом направление не обслуживается.

## Района аэродрома

### Расположение
Район аэродрома расположен в южной части обширного Средне-Сибирского плоскогорья, поверхность которого представляет собой возвышенное плато с отдельными сопками и кряжами. Рельеф окружающей местности холмистый с незначительными вершинами. Сопки и долины покрыты хвойным лесом с высотой деревьев до 40 метров. Местность района аэродрома – холмистая.

### Климат
Аэродром Усть-Кут расположен в зоне резко континентального климата. Погода района аэродрома обуславливается расположением на левом берегу Лены выше её долины на 300-350 метров.
Средняя годовая скорость ветра – 3,9 м/с. Повторяемость скоростей ветра, превышающих установленные пределы, наблюдается весной (апрель-май) и в ноябре. В зимнее время преобладают ветры юго-западного, а в тёплый период западного и северо-восточного направления.
При заходе на посадку с юго-запада на удалении 8-10 км от взлётно-посадочной полосы при скоростях ветра 3 м/с и более наблюдается орографическая болтанка.

#### Видимость в районе аэродрома
Низкая облачность зависит от синоптической обстановки и от местных особенностей района. Наибольшая повторяемость низких облаков и тумана приходится на август-октябрь. Рост количества низко расположенных облаков – слоистых и разорвано-слоистых форм отмечается в основном в утренние и дневные часы. Минимальное количество низких облаков наиболее вероятно в ночные часы.
Горизонтальная дальность видимости достигает наименьших значений с ноября по апрель, за счёт снегопадов и метелей.

#### Температура
Среднегодовая температура воздуха составляет -3,4 °C. Минимальные температуры отмечаются в декабре-январе, максимальные в июле. Абсолютный минимум температуры воздуха -52 °C.
| Показатель                              | Янв.  | Фев.  | Март | Апр. | Май | Июнь | Июль | Авг. | Сен. | Окт. | Нояб. | Дек.  |
| --------------------------------------- | ----- | ----- | ---- | ---- | --- | ---- | ---- | ---- | ---- | ---- | ----- | ----- |
| Средняя температура, °C                 | −27,9 | −23,1 | −12  | −2,5 | 7,3 | 15,6 | 17,9 | 12,5 | 5,5  | −2,7 | −11,1 | −27,1 |
| Источник: GISMETEO: Аэропорт "Усть-Кут" |       |       |      |      |     |      |      |      |      |      |       |       |

#### Осадки
Осадки наблюдаются в течение всего года. Число дней с осадками составляет от 125 до 185 в год.
Грозы наблюдаются с мая по август, в основном во второй половине дня и связаны с прохождением фронтов.
Гололёд наблюдается редко.

## Показатели деятельности
| Операционные показатели                | 1983 (макс.) | 2008 | 2009 | 2010 | 2011 | 2012 | 2013  | 2014 | 2015 | 2016 | 2017 | 2018 |
| Пассажиропоток (тыс. пасс.)            | 228,3        | 33,6 | 20,4 | 76,1 | 115  | 133  | 134,4 | 70,6 | 72,2 | 77,9 | 83,5 | 90   |
| Коммерческое обслуживание груза (тонн) | 26700        |      |      |      |      |      | 819   | 781  | 705  | 447  | 478  | 450  |
| Коммерческое обслуживание почты (тонн) | 536          |      |      |      |      |      |       | 26   | 27   | 28   | 28   | 26   |

Начиная с 2008 году произошло значительное увеличение прибыли за счёт увеличения вахтовых перевозок до нефтяных месторождений Иркутской области
Чистая прибыль оператора аэропорта в 2015 году составила 6,88 млн руб. по сравнению с чистым убытком в 2014 г. - 4,92 млн руб. 

## Перспективы развития

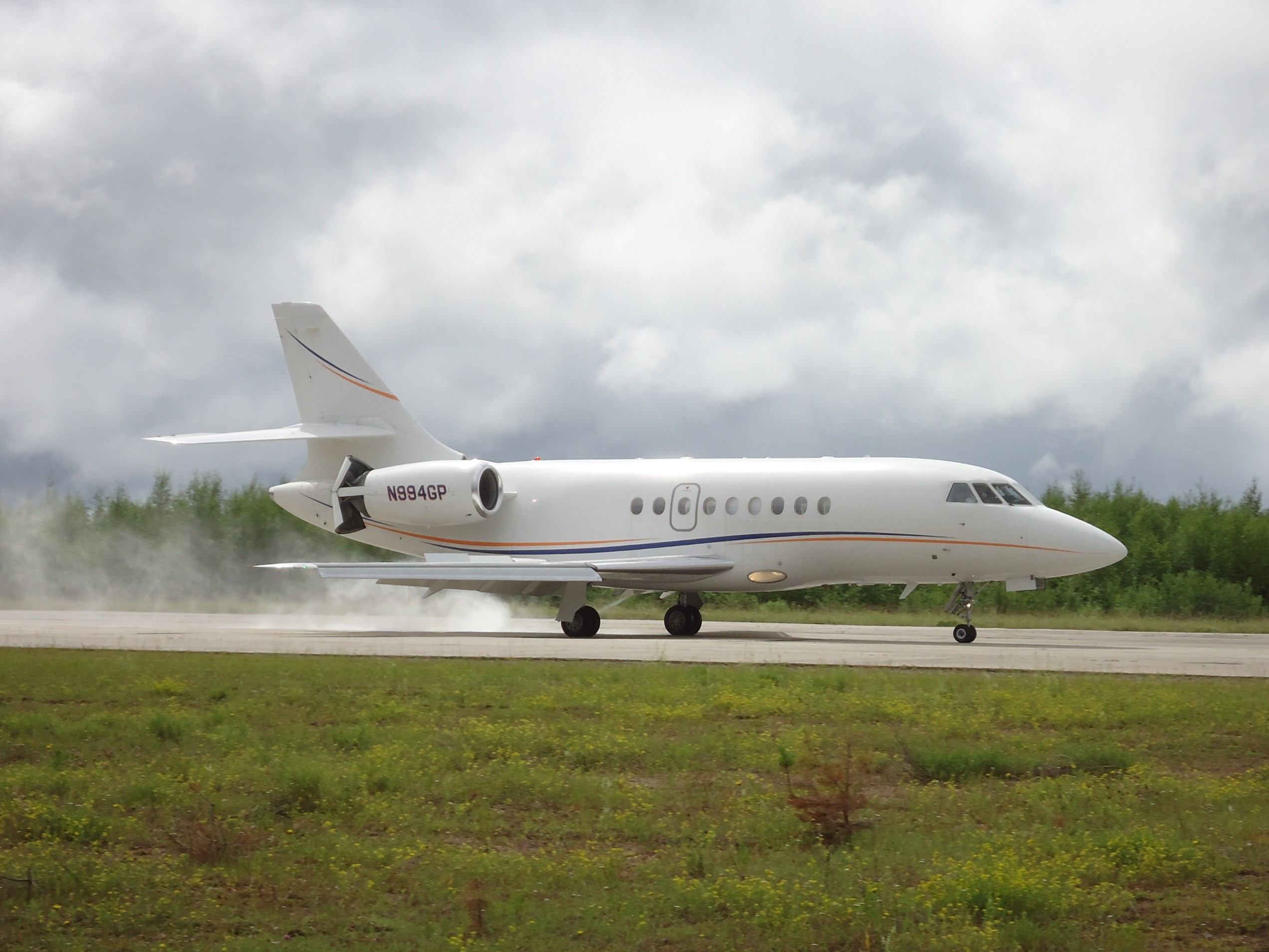
Посадка Dassault Falcon 2000 в аэропорту Усть-Кут

Экономические перспективы напрямую связаны с перспективами освоения крупных месторождений углеводородного сырья и эксплуатацией Восточного нефтепровода.
Авиакомпания «ЮТэйр», став в 2007 году держателем контрольного пакета акций аэропорта, заявляла о намерении построить новый аэровокзал и удлинить взлётно-посадочную полосу для принятия самолётов первого класса.
Однако, в 2018 году у основного акционера возникли серьёзные финансовые трудности — чистый убыток авиакомпании  составил 22 миллиарда рублей, в связи с чем была утрачена способность расплачиваться по кредитам. Авиапредприятием рассматривался вариант перевода аэродрома в статус посадочной площадки с целью минимизации сертификационных требований и сокращения расходов, что повлекло бы за собой ограничения на пассажирские перевозки. Позже в авиакомпании заявили, что аэропорт ликвидировать не собираются.

## Происшествия и катастрофы
| Дата, время местное | Воздушное судно  | Авиакомпания                             | количество жертв / количество человек на борту (П+Э) | Описание |
| ------------------- | ---------------- | ---------------------------------------- | ---------------------------------------------------- | --- |
| 5 марта 1970        | Ли-2 CCCP-58340  | Аэрофлот                                 | 0 / 0+5                                              | Вскоре после взлёта из-за смещения груза (мешки с цементом) самолёт потерпел крушение в районе ближней приводной радиостанции. Члены экипажа получили ранения. Погибших нет. |
| 17.12.1976 19:40    | Як-40 СССР-88208 | Аэрофлот Братский объединённый авиаотряд | 7 / 4+3                                              | Сразу после взлета самолёт задел деревья и упал в лес. К моменту отправления продолжительность рабочего времени экипажа составляла более 10 часов. Подготовка к вылету проводилась в спешке. Причина катастрофы — ошибки экипажа при подготовке к вылету и в технике пилотирования во время взлёта. |